# Jean-Baptiste Regnault
Jean-Baptiste Regnault (Párizs, 1754. október 9. – Párizs, 1829. november 12.) francia festő, a francia klasszicizmus korának ünnepelt mestere. Joseph-Marie Vien tanítványa. Jacques-Louis Daviddal párhuzamosan működött. A maga korában a báj festőjének nevezték. Híres képei: Achilles és Chiron (1783), Három grácia (mindkettő a Louvre-ban), Jérôme herceg lakodalma a württembergi hercegnővel (Versailles). A párizsi Père-Lachaise temetőben nyugszik.

## Galéria

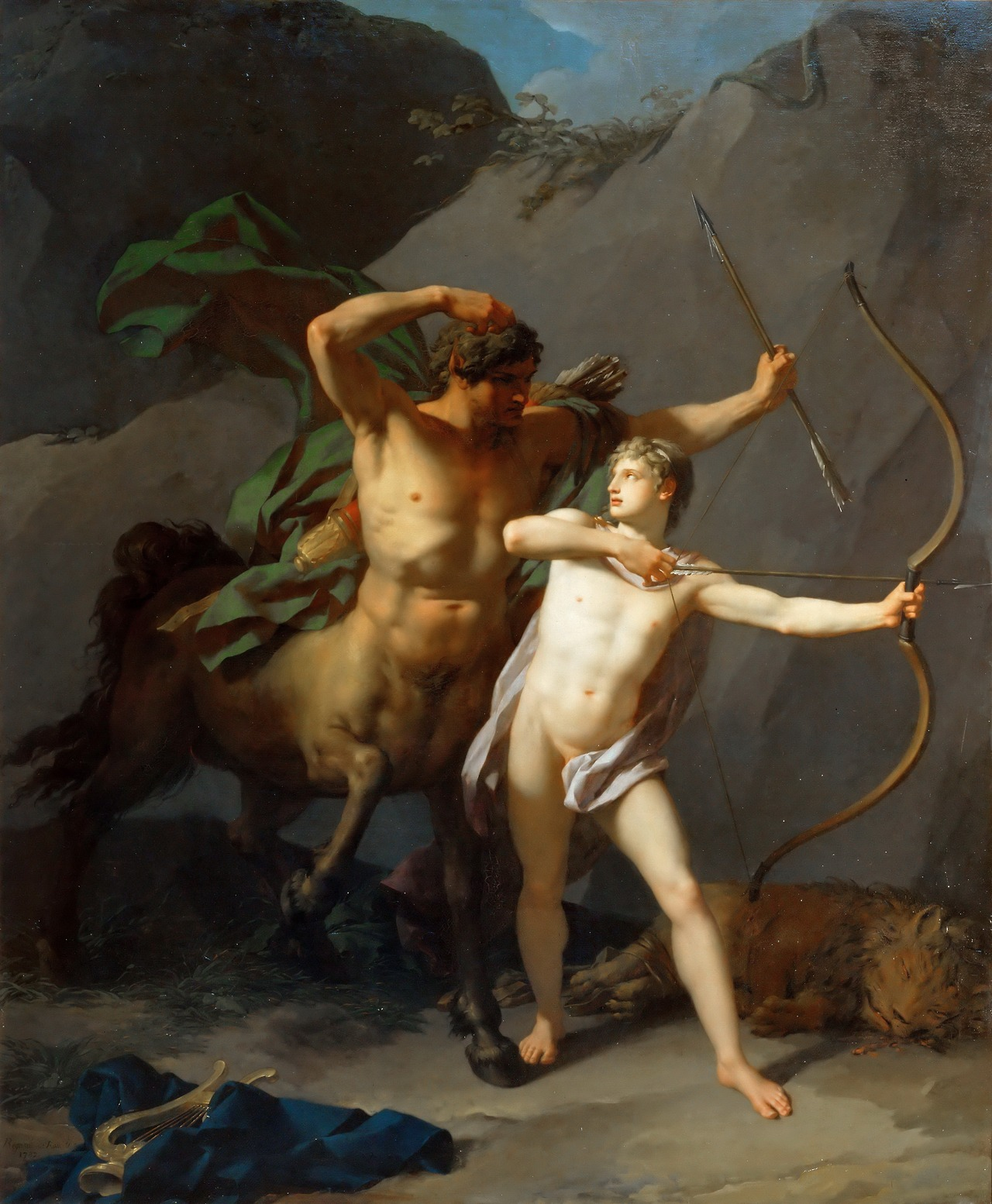
L'Éducation d'Achille par le centaure Chiron (Akhilleusz-t Kheirón kentaur oktatja) (1782), Párizs, Louvre
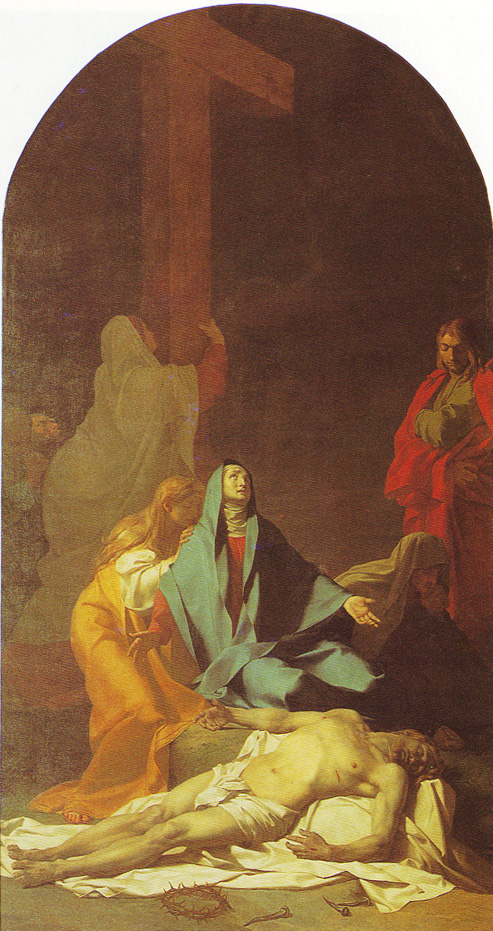
Descente de Croix (Keresztlevétel) (1789), Párizs, Louvre
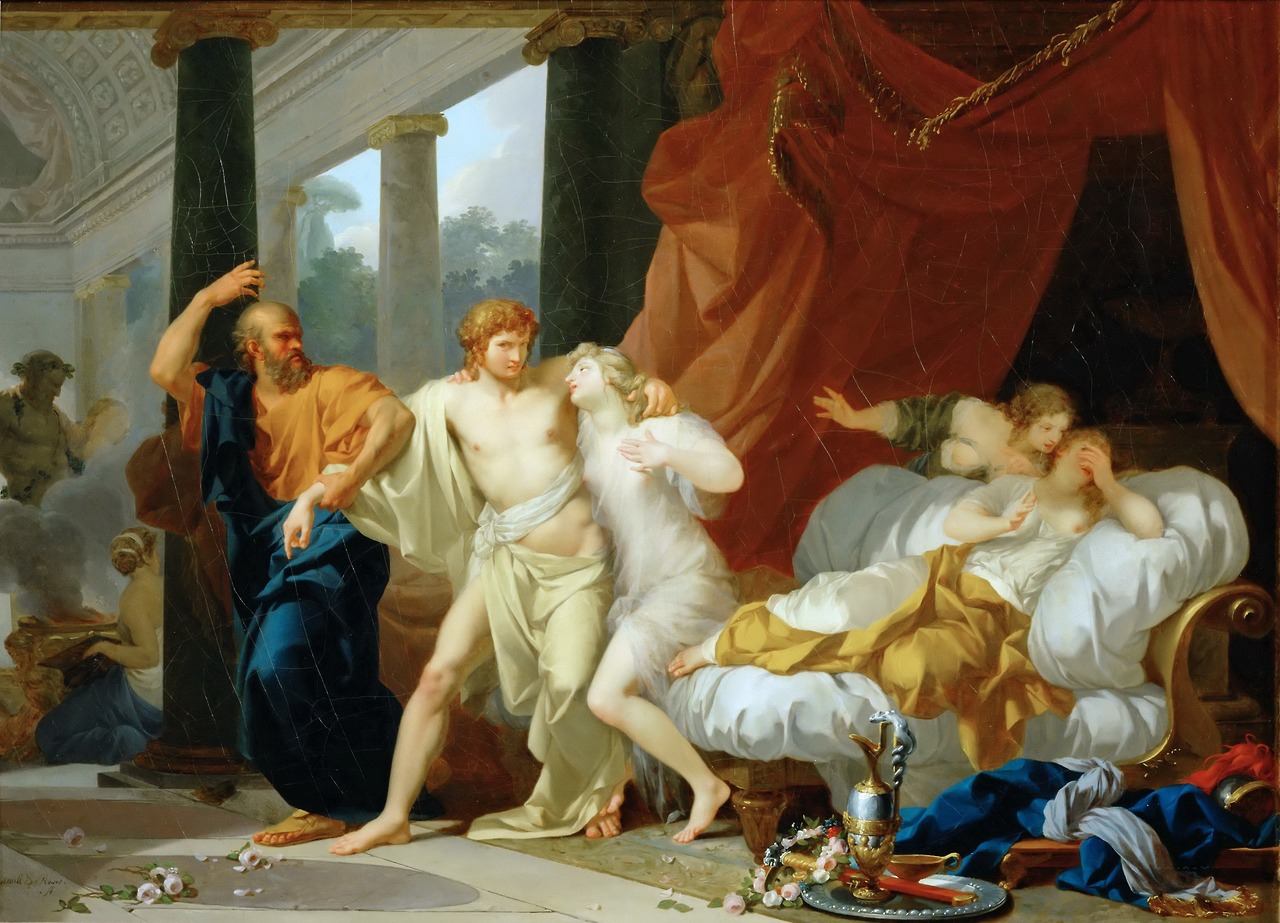
Socrate arrachant Alcibiade des bras de la Volupté (Szókratész kiragadja Alkibiadészt az érzékiség karjaiból) (1791), Párizs, Louvre
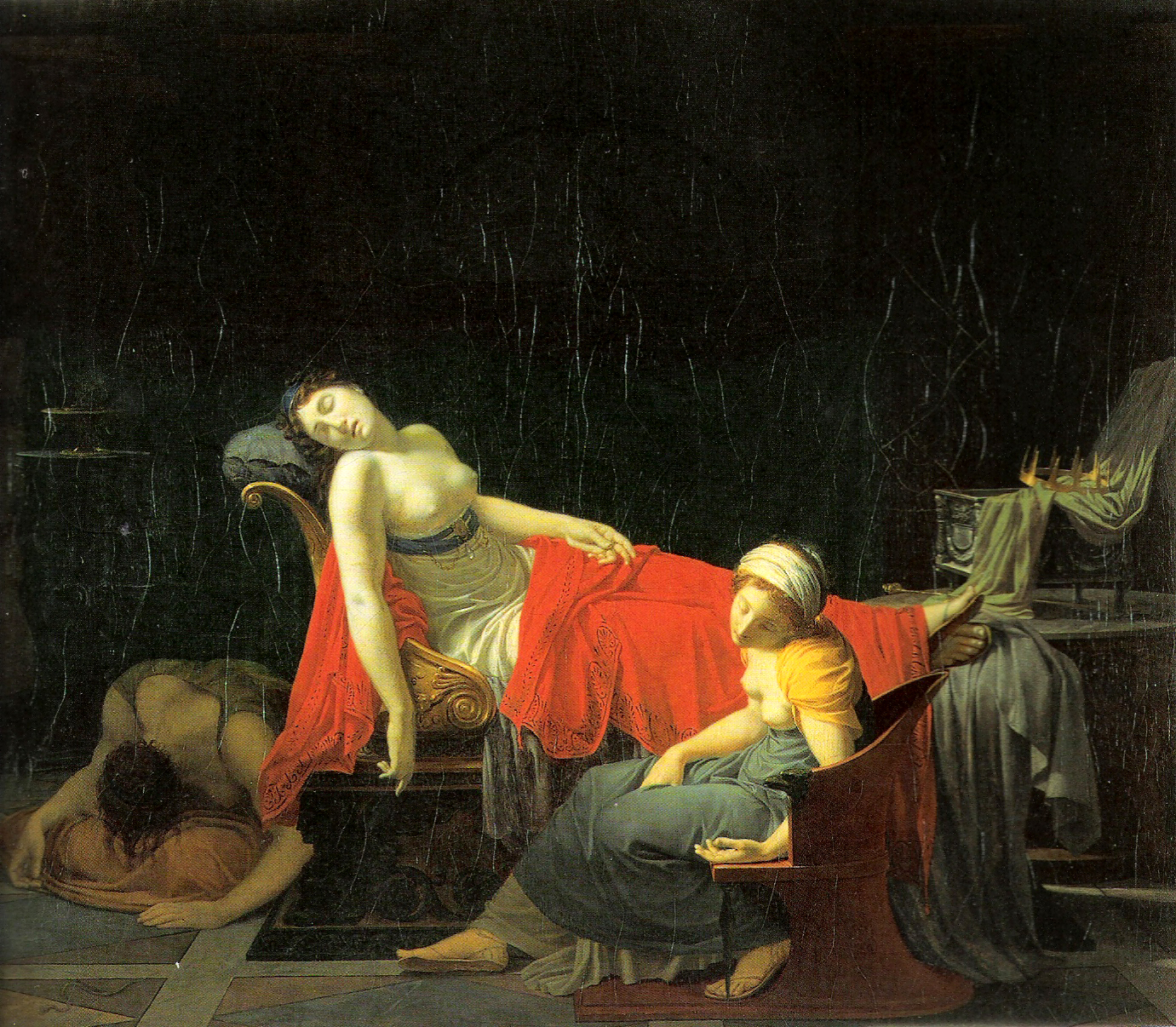
La Mort de Cléopatre (1796–1799), (Kleopátra halála) Düsseldorf, Museum Kunstpalast
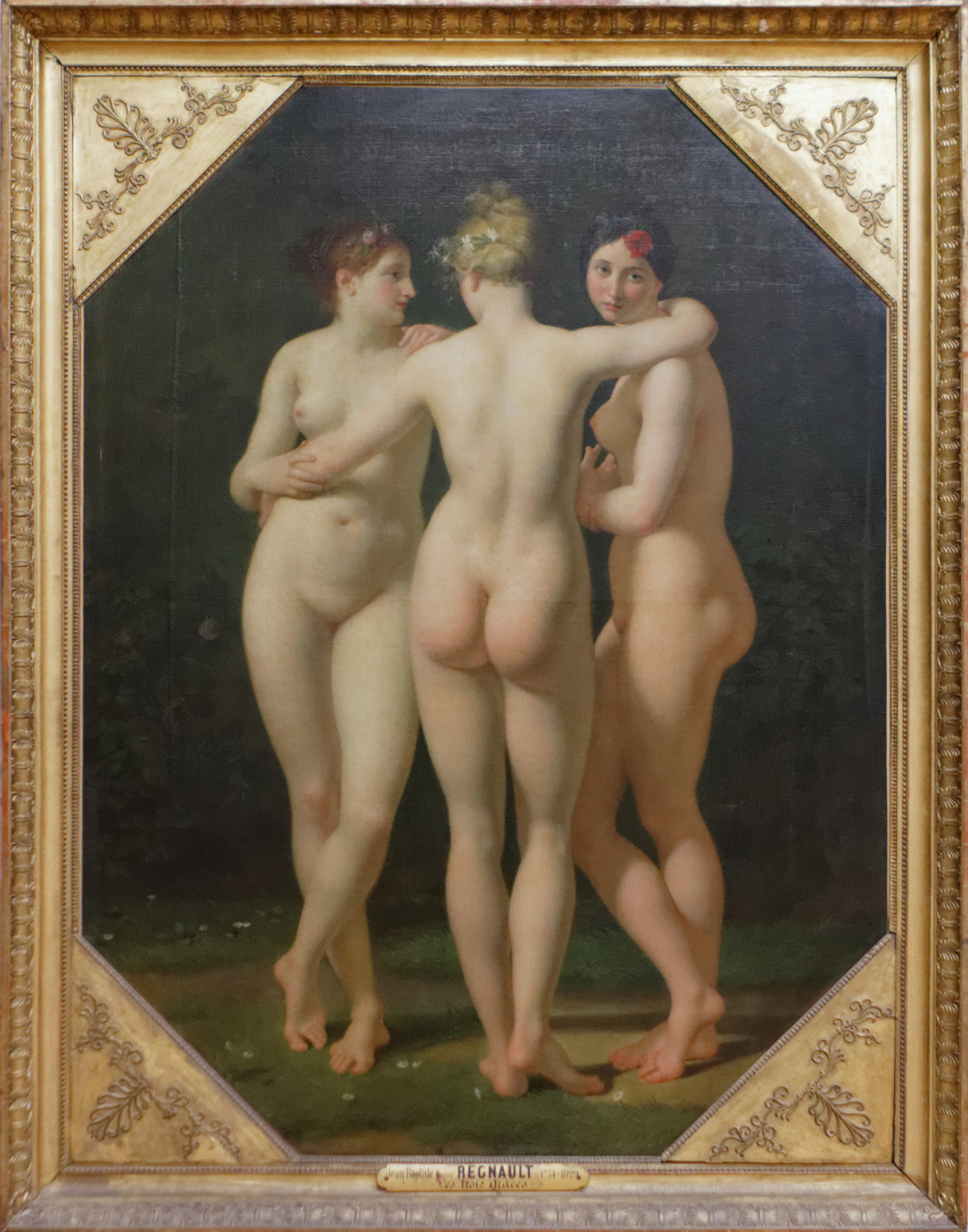
Les Trois Grâces (1797–1798), (A három Grácia) Párizs, Louvre
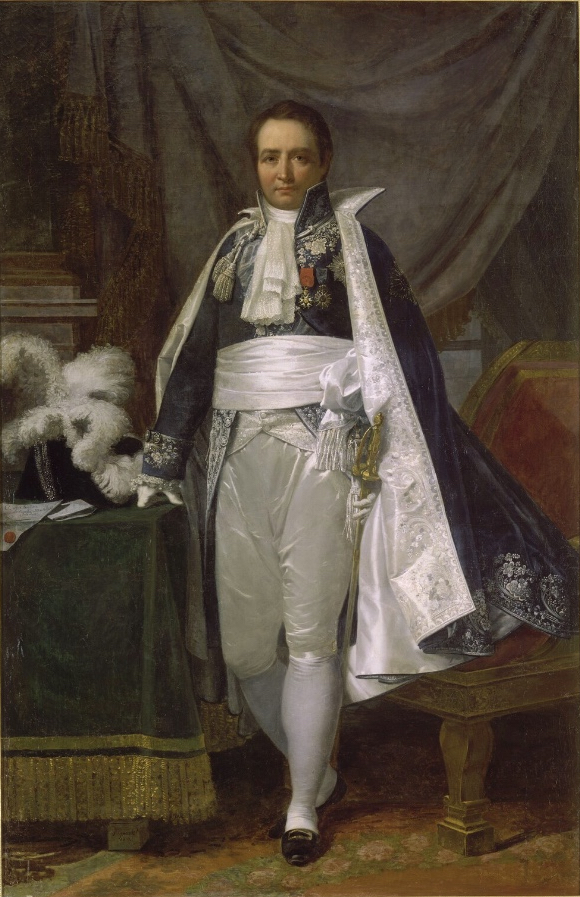
Portrait de Jean-Pierre Bachasson, Comte de Montalivet (1810), Versailles-i kastély
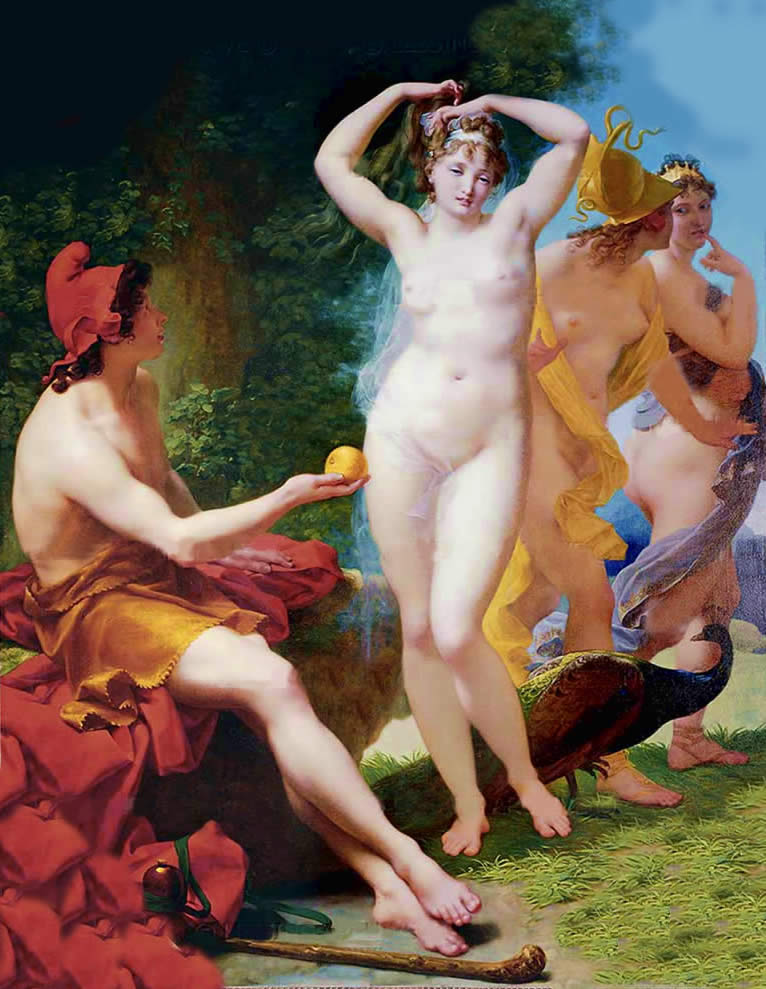
Le Jugement de Pâris (Parisz ítélete) (ca. 1812), Institute of Arts Museum, Detroit